# X/Open
El grup X/Open (també conegut com Open Group for Unix Systems i incorporat el 1987 com a X/Open Company, Ltd.) va ser un consorci fundat per diversos fabricants europeus de sistemes UNIX a 1984 per identificar i promoure estàndards oberts en el camp de la tecnologia de la informació. Més concretament, l'objectiu original era definir una única especificació per als sistemes operatius derivats d'UNIX, per augmentar la interoperabilitat de les aplicacions i reduir el cost de portar el programari. Els seus membres originals eren Bull, ICL, Siemens, Olivetti i Nixdorf, un grup que de vegades es coneix com BISON. Philips i Ericsson es van unir el 1985, moment en què es va adoptar el nom X/Open.
El grup va publicar les seves especificacions com a X/Open Portability Guide, començant amb el número 1 el 1985, i més tard com a X/Open CAE Specification.
El 1987, X/Open es va incorporar com a X/Open Company, Ltd.
El març de 1988, X/Open va créixer fins a 13 membres: AT&T, Digital, Hewlett-Packard, Sun Microsystems, Unisys, NCR, Olivetti, Bull, Ericsson, Nixdorf, Philips, ICL i Siemens.
El 1990 el grup s'havia ampliat a 21 membres: a més dels cinc originals, Philips i Nokia d'Europa; AT&T, Digital, Unisys, Hewlett-Packard, IBM, NCR, Sun, Prime Computer, Apollo Computer d'Amèrica del Nord; Fujitsu, Hitachi i NEC del Japó; més l'Open Software Foundation i Unix International.
L'octubre de 1993, es va anunciar una transferència planificada de la marca registrada UNIX de Novell a X/Open; es va finalitzar el 2n trimestre de 1994.
El 1994, X/Open va publicar l'Especificació UNIX única, que es va extreure de la base XPG4 i altres fonts.
El 1996, X/Open es va fusionar amb l'Open Software Foundation per formar The Open Group.
X/Open també va ser responsable del protocol XA per al processament de transaccions distribuïdes heterogènies, que es va publicar el 1991.

## Guia de portabilitat X/Open
X/Open va publicar les seves especificacions amb el nom X/Open Portability Guide (o XPG). Basada en la definició de la interfície del sistema V d'AT&T, la guia té un abast més ampli que POSIX, que només es refereix a les interfícies directes del sistema operatiu. La guia especifica un entorn d'aplicacions comú (CAE) destinat a permetre la portabilitat de les aplicacions entre sistemes operatius. L'objectiu principal era la compatibilitat entre les implementacions d'UNIX de diferents venedors, encara que alguns venedors també implementaven els estàndards en plataformes que no són UNIX.
El número 1 de la guia cobria les interfícies bàsiques del sistema operatiu, el llenguatge C, COBOL, el mètode d'accés a fitxers seqüencials indexats (ISAM) i altres parts i es va publicar el 1985. El número 2 va seguir el 1987, i va ampliar la cobertura per incloure la internacionalització, les interfícies de terminals, la comunicació entre processos i els llenguatges de programació C, COBOL, FORTRAN i Pascal, així com interfícies d'accés a dades per a SQL i ISAM. En molts casos es tractava de perfils d'estàndards internacionals existents. El número 3 (XPG3) va seguir el 1989, el seu focus principal era la convergència amb les especificacions del sistema operatiu POSIX; va afegir Window Manager, ADA Language i més. El número 4 (XPG4) es va publicar el juliol de 1992. L'especificació única UNIX es basava en l'estàndard XPG4. Els estàndards XPG3 i XPG4 defineixen tots els aspectes del sistema operatiu, llenguatges de programació i protocols que haurien de tenir els sistemes compatibles.
Estaven disponibles diversos nivells de compliment i les etiquetes corresponents, en funció de l'abast de la guia que es tractava: Base i Plus; les etiquetes Component i Aplicació són per a components SW i aplicacions que fan ús de la guia de portabilitat.